# Фрибур-Готтерон
Хокке́йный клуб «Фрибур-Готтерон» (Fribourg-Gottéron) — профессиональный хоккейный клуб, представляющий швейцарский город Фрибур. Выступает в Швейцарской национальной лиге. Домашняя арена — Патинуар Сен-Леонард — вмещает 7 000 зрителей.

## История
Клуб был основан в 1937 году под названием «ХК Готтерон» жителями швейцарского города Фрибур. В 1967 году клуб сменил название на «ХК Фрибур», а в 1980 году приобрёл нынешнее имя. До 1982 года домашней ареной клуба был открытый каток «Ле Агустинс». Несмотря на все финансовые проблемы, долгое время преследовавшие клуб, «Фрибур-Готтерон» четырежды доходил до финала Швейцарской национальной лиги, но так ни разу и не стал Чемпионом. В 2006 году клуб был спасён от банкротства.

## Достижения
- Серебряный призёр Чемпионата Швейцарии 1983, 1992, 1993, 1994, 2013.
- Обладатель Кубка Шпенглера 2024.

## Изъятые номера
- 4  Кристиан Хофштеттер
- 10  Марио Роттарис
- 19  Филипп Маркис
- 85  Жиль Монтандон
- 90  Вячеслав Быков
- 91  Андрей Хомутов

## Известные игроки
- Александр Андриевский
- Дмитрий Афанасенков
- Андрей Башкиров
- Вячеслав Быков
- Антти Лааксонен
- Тревор Летовски
- Андрей Ломакин
- Сергей Макаров
- Максим Сушинский
- Павел Торгаев
- Рене Фазель
- Юкка Хентунен
- Юрий Хмылёв
- Ханнес Хювёнен
- Игорь Чибирев
- Марк Штрайт
- Паскаль Шаллер (фр. Pascal Schaller)
- Андрей Хомутов
- Давид Эбишер